# Генрі Фюзелі
Йоганн Гайнріх Фюслі, відомий як Генрі Фюзелі (нім. Johann Heinrich Füssli, англ. Henry Fuseli, 7 лютого 1741, Цюрих — 16 квітня 1825, Лондон) — швейцарський та англійський живописець, графік, історик і теоретик мистецтва, автор знаменитої серії картин на тему кошмару. Рідний брат відомого ентомолога Йоганна Каспара Фюсслі.

## Біографія
Фюслі народився у Швейцарії, у Цюріху. Він був другою дитиною з вісімнадцяти дітей у сім'ї живописця та письменника Йоганна Каспара Фюслі (1706-1782) та його дружини Елізабет Васер. Його сестри Елізабет та Анна Фюслі також стали художницями. Батько Йоганна Генріха відомий як майстер портретів і пейзажів, а також як автор книг з історії живопису в Швейцарії. Він готував Генріха для духовної кар'єри і відправив його до коледжу Кароліни (Caroline college) у Цюріху, де син здобув ґрунтовну класичну освіту. Одним із його однокласників був його ровесник, майбутній богослов і поет Йоганн Каспар Лафатер, який став його близьким другом .
Йоганн Генріх Фюслі вивчав богослов'я, давні та нові мови; під впливом Йоганна Якоба Бодмера захопився епічною поезією Гомера, Данте Аліг'єрі, Вільяма Шекспіра та Джона Мілтона. У 1761 році Фюслі був висвячений у сан священика євангелічної церкви. У двадцять років він став пастором у Цюріху, але був змушений залишити країну після того, як допоміг Лафатеру викрити несправедливого магістрата, чия могутня родина прагнула йому помститися.
Фюслі подорожував Німеччиною, навчався живопису в Берліні. Потім, 1765 року, відвідав Англію. Там він познайомився із сером Джошуа Рейнольдсом, якому показав свої малюнки. За порадою Рейнольдса, Фюзелі вирішив повністю присвятити себе мистецтву. У 1770 році він здійснив мистецьке паломництво до Італії, де залишався до 1778 року, змінивши своє ім'я з Фюслі на італійське Фюзелі (Fuseli), яке стало також звичним для Англії. В Італії Фюзелі познайомився з Антоном Рафаелем Менгсом. У Римі, крім пам'яток старовини, він із захопленням вивчав твори Мікеланджело.
На початку 1779 року Йоганн Фузелі повернувся до Великої Британії, по дорозі навідавши Цюрих. У Лондоні він уже був відомим художником і знайшов замовлення, яке чекало на нього від видавця гравюр Джона Бойделла, який тоді створював свою «Шекспірівську галерею». Фюзелі написав кілька картин для Бойделла; опублікував англійський переклад роботи Лафатера з фізіогноміки. Він також надав цінну допомогу поетові Вільяму Куперу у підготовці перекладу англійською мовою творів Гомера. У 1788 році Фюзелі одружився з Софією Ровлінз (одною з його моделей). Того ж року його прийняли до Королівської академії мистецтв у Лондоні, а в 1799 року здобув посаду професора живопису академії. Викладав із перервами до 1805 року, а потім знову у 1810—1825 роках. З 1804 по 1825 Йоган Фюзелі виконував обов'язки хранителя картинної галереї Академії, а також займався написанням теоретичних творів з мистецтва живопису.
Учнями Фюзелі були Теодор фон Голст та Девід Вілкі. Він товаришував з Вільямом Блейком.

## Творчість

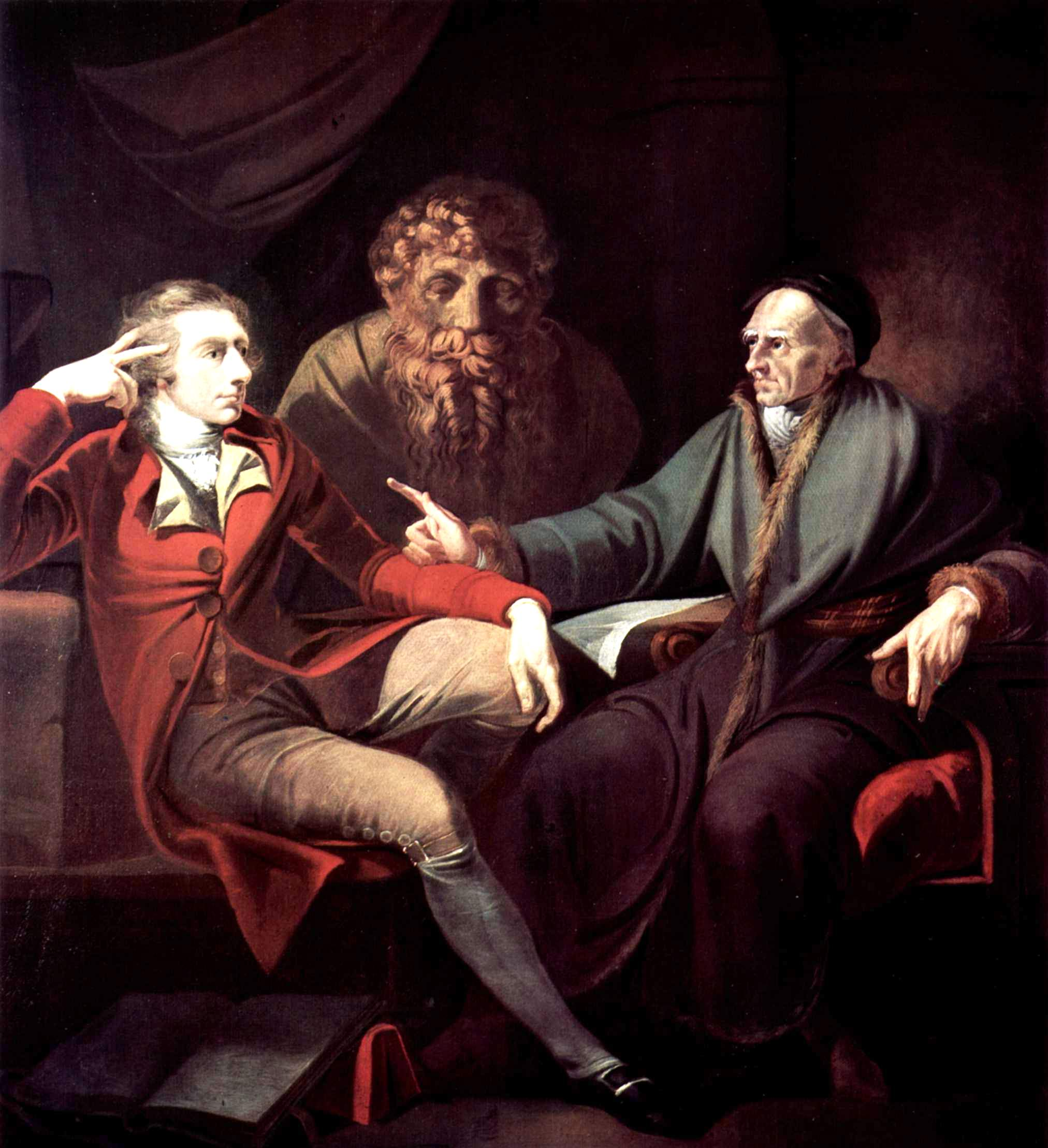
Йоган Генріх Фюслі розмовляє з Йоганном Якобом Бодмером. 1778 - 1781. Кунстгаус, Цюрих

Фюзелі виховувався на ідеалах мистецтва неокласицизму, книгах Йоганна Вінкельмана та живописі Антона Рафаеля Менгса. Він переклав англійською статтю Вінкельмана "Думки з приводу наслідування грецьких творів у живописі та скульптурі", анонімно видав книгу "Нотатки про твори і вчинки Жан-Жака Руссо" (1767). Цікавлячись класичною давниною та маючи потяг до італійської класики, він ілюстрував твори Шекспіра та поезію Блейка. У його картинах («Кошмар», 1781 ; «Та, що спить, і фурії», 1821), помітний ухил до похмурих фантастичних сюжетів, запозичених з літератури, фольклору й міфології, гротескного зображення станів страху і божевілля, а також надприродного.
1791 року створив картину «Апофеоз Пенелопи Бутбі», де зобразив на прохання батька померлої шестирічної дівчинки в алегоричній формі її смерть і зустріч з янголом, який несе її в небесне царство. У 1799 році Фюзелі виставив серію із сорока семи картин на романтичні теми за творами Джона Мілтона, маючи на меті створити галерею Мілтона, порівнянної з галереєю Шекспіра Бойделла. Виставка виявилася невдалою і закрилася 1800 року. Однак Антоніо Канова під час свого візиту до Англії був вражений роботами Фюзелі й після повернення до Риму в 1817 році наполягав на обранні його почесним членом Академії Святого Луки .
Багато живописних творів Фюзелі, пронизані похмурою фантастикою, наприклад знаменита серія картин на тему нічних кошмарів. Тому історики мистецтва справедливо розглядають цього «дивного художника» як попередника європейського романтизму і навіть вікторіанського казкового живопису другої половини ХІХ століття. Існує також думка, що найбільше «індивідуальний стиль Фюзелі проявився в малюнку, де своєрідно поєднуються німецька експресивність, хвороблива фантазія, гротеск, романтичне прагнення загадкового й, іноді, суто англійський гумор. Химерність, інтенсивність сприйняття, одержимість моторошними, лячними сюжетами — всі ці сторони обдарування художника посилювалися відсутністю академічної школи. „Кошмарні“ офорти Фюзелі сприяли появі „Капричос“ Гойї та багатьох подібних експериментів інших художників.
Гете називав Фюзелі «моїм дорогим другом» та зауважував: «У Фюзелі поезія й живопис у постійній суперечності… Його цінують як поета, а як художник він залишає глядача незадоволеним… манірність у всьому». Поет сприймав Фюзелі лише як «талановитого маньєриста, що пародіює самого себе», хоча й колекціонував його малюнки .
Творчість Фюзелі вплинула на багатьох молодих британських художників, включно з Вільямом Блейком. Його смерть в 1825 році вважають завершенням епохи романтизму в англійському мистецтві. Проте вже в середині ХІХ століття цей дивний митець був забутий. Інтерес до нього відновився лише на початку XX століття у зв'язку з розвитком експресіонізму та сюрреалізму в живописі та графіці.

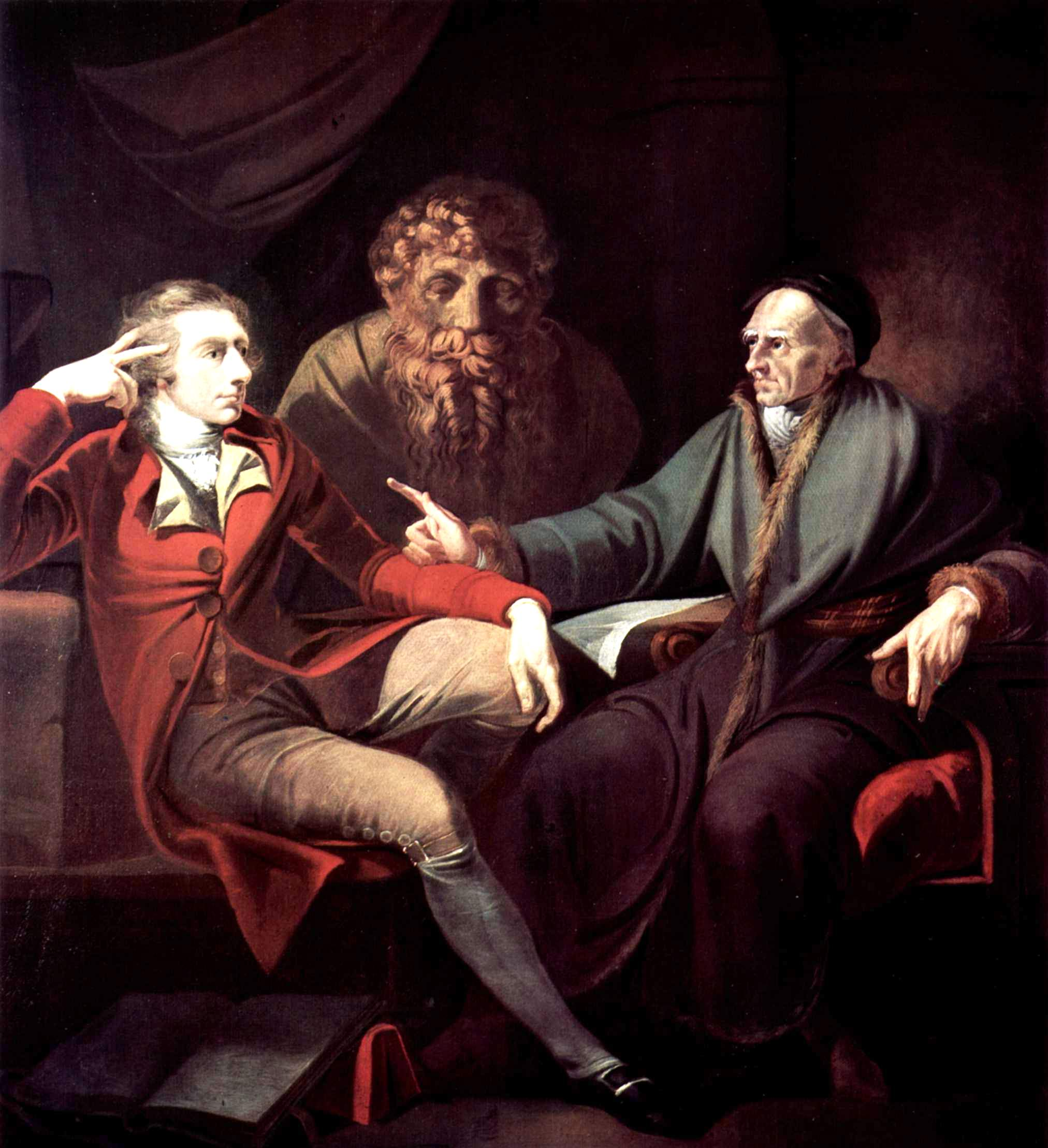
Фюзелі розмовляє з Йоганном Якобом Бодмер, 1778-1781, Кунстхаус, Цюрих
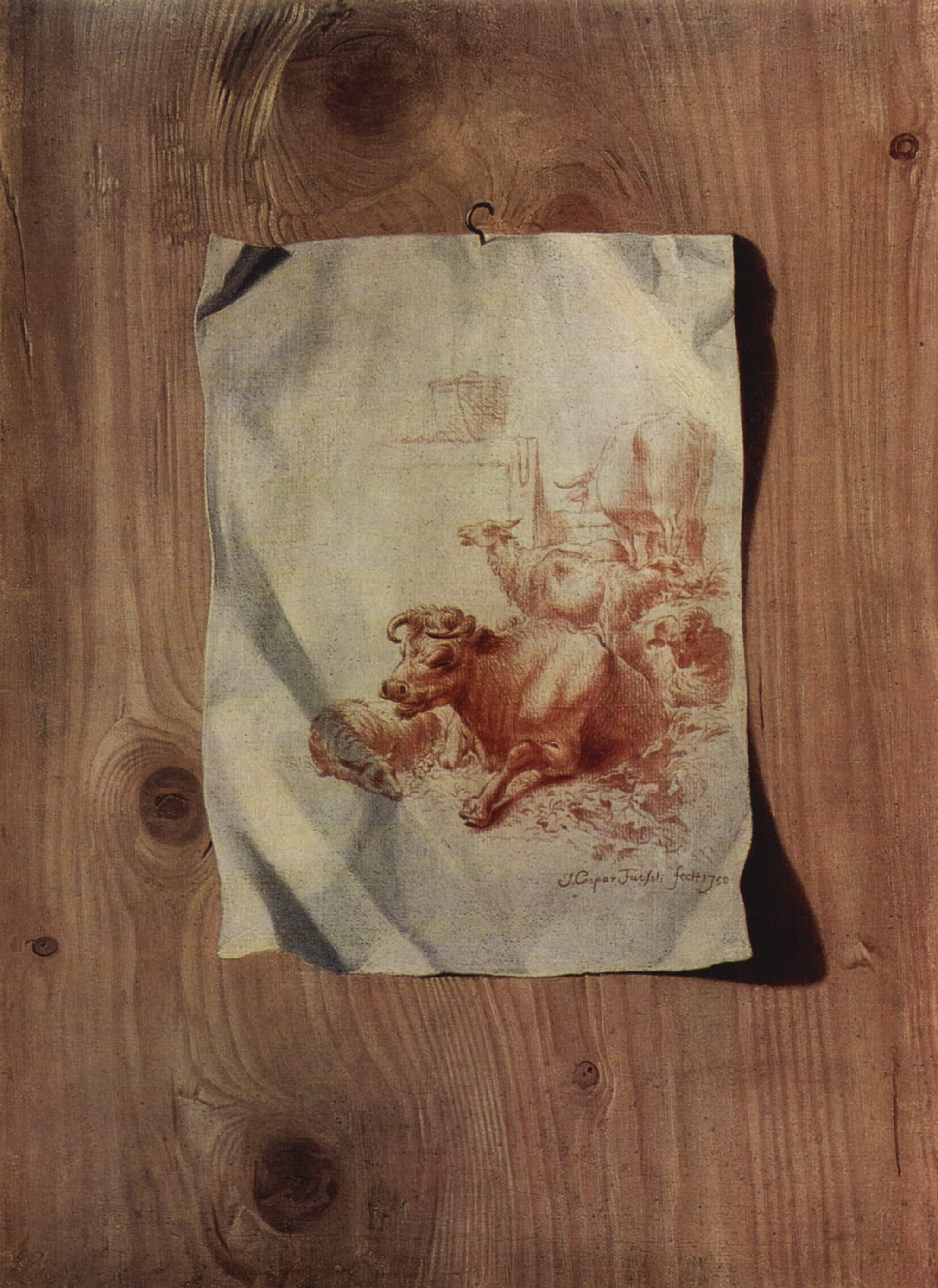
«Обманка», 1750, Ермітаж
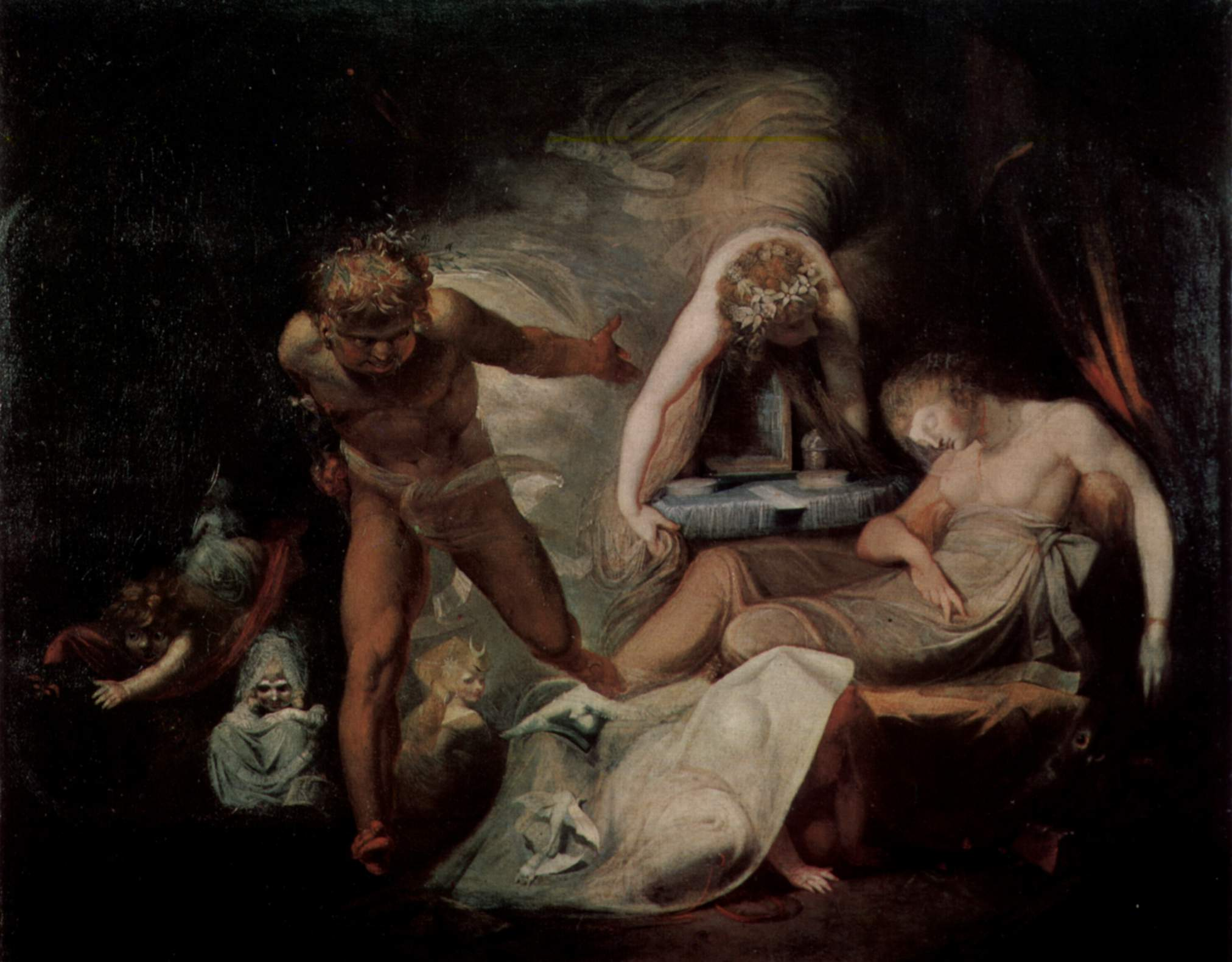
«Сон Белінди», 1780–1790, Художня галерея Ванкувера
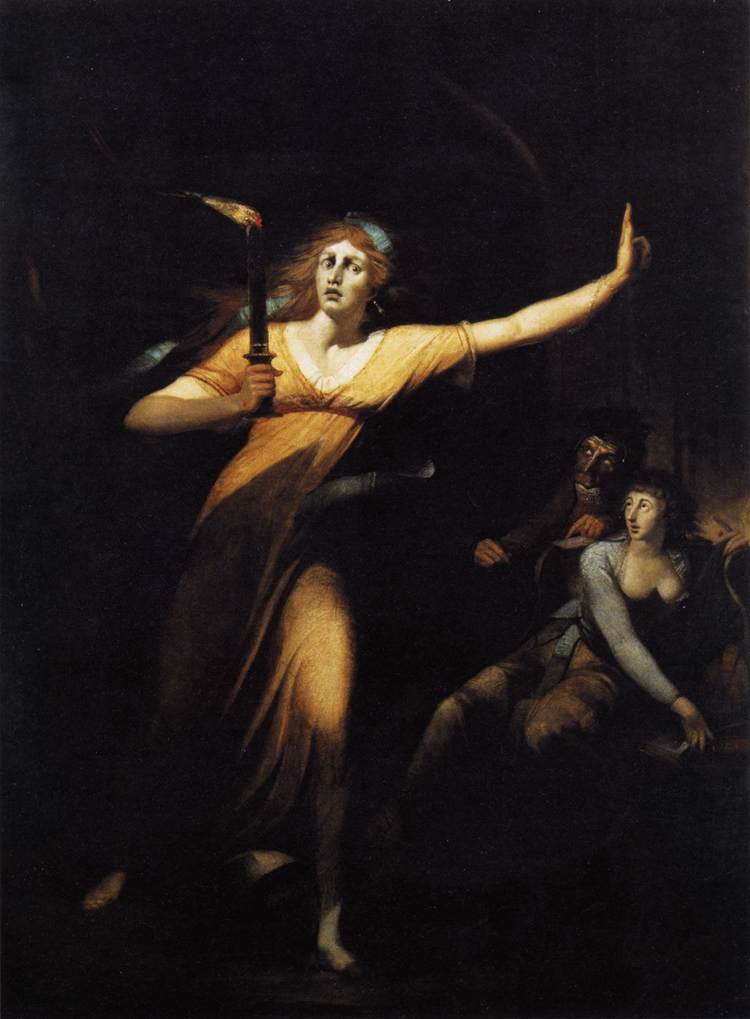
«Леді Макбет», 1784, Лувр
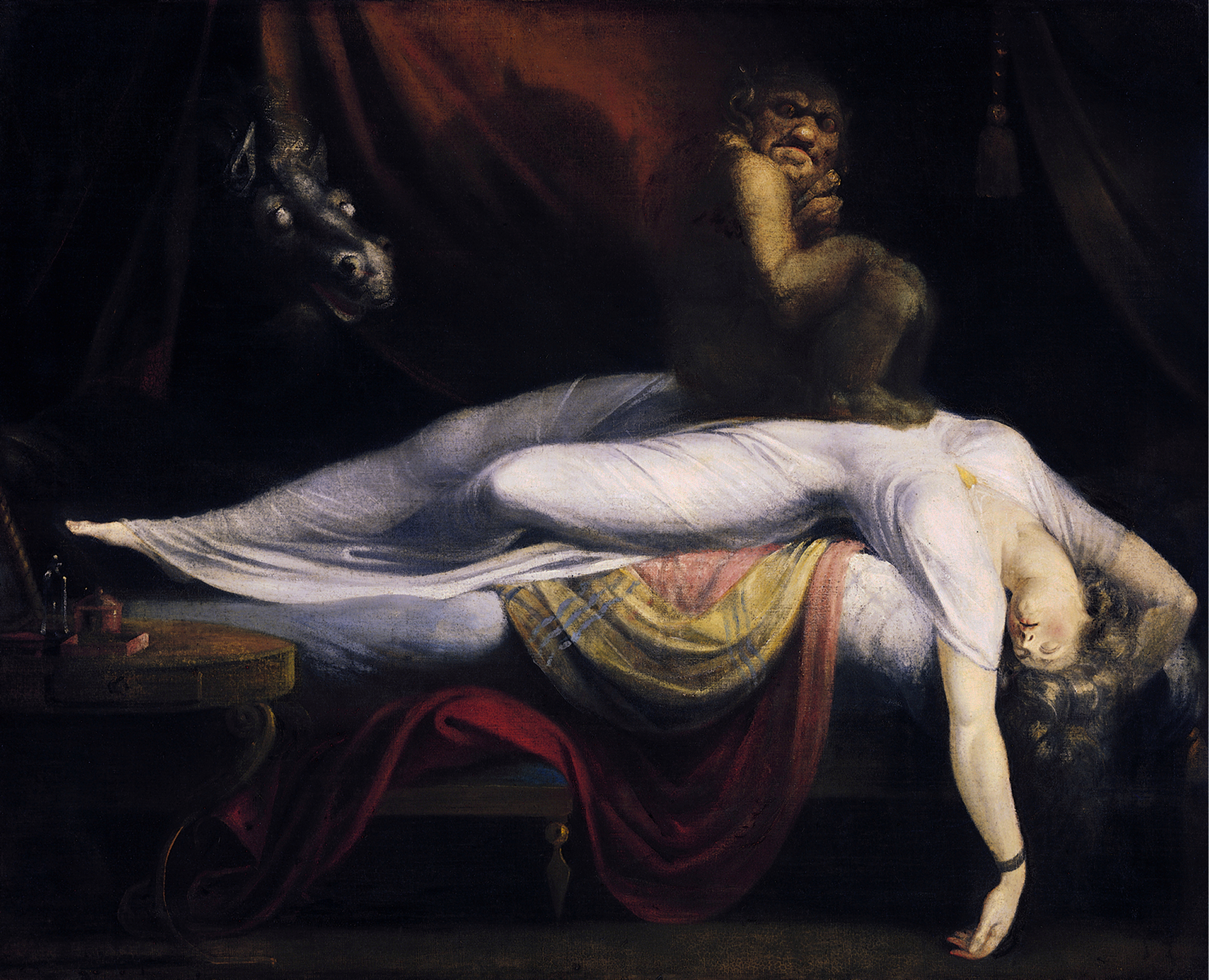
«Кошмар», 1781, Дейтройтський інститут мистецтв
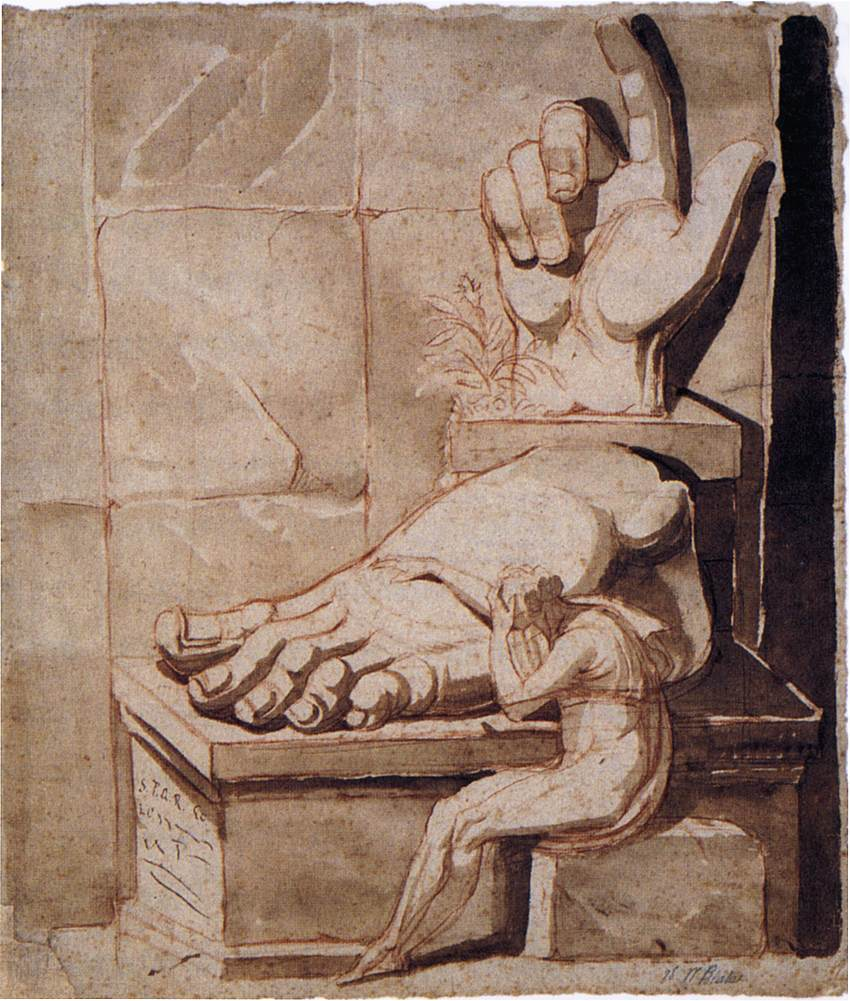
«Художник, додедений до відчаю величчю уламків давнини», 1778–1789, Кунстхаус, Цюрих

## Цікаві факти
- У приймальні Зигмунда Фрейда висіла репродукція картини Фюзелі «Кошмар».
- За словами англійського письменника та історика мистецтва Хораса Волпола, Фюзелі був «разюче божевільний, божевільний як ніколи, божевільний цілком і повністю».